# Savigny (Haute-Savoie)
Savigny ist eine französische Gemeinde im Département Haute-Savoie in der Region Auvergne-Rhône-Alpes.

## Geographie
Savigny liegt auf 568 m, etwa 22 Kilometer nordwestlich der Stadt Annecy (Luftlinie). Die Streusiedlungsgemeinde erstreckt sich am Ostfuß der Montagne de Vuache, leicht erhöht über der breiten Talmulde des Fornant, im Genevois.
Die Fläche des 10,52 km² großen Gemeindegebiets umfasst einen Abschnitt des Genevois. Der östliche Teil des Gebietes liegt in der Talmulde des Fornant (rechter Seitenbach des Usses). Von hier erstreckt sich das Gemeindeareal über die mit Acker- und Wiesland bestandene Geländeterrasse von Savigny bis auf den dicht bewaldeten, schmalen Kamm der Montagne de Vuache, auf der mit 1101 m die höchste Erhebung von Savigny erreicht wird. Die nördliche Abgrenzung bildet der breite Höhenrücken der Montagne de Sion.
Zu Savigny gehören neben dem eigentlichen Ortskern auch verschiedene Weilersiedlungen und Gehöfte, darunter: 
- Nyoux (510 m) in der Talmulde des Fornant
- Murcier (596 m) im Übergangsbereich zwischen Montagne de Vuache und Montagne de Sion
- Cortagy (630 m) am Ostabhang der Montagne de Vuache
- Olliet (680 m) am Ostabhang der Montagne de Vuache
- Cessens (730 m) am Ostabhang der Montagne de Vuache

Nachbargemeinden von Savigny sind Dingy-en-Vuache im Norden, Jonzier-Épagny im Osten, Minzier im Südosten sowie Chaumont im Westen.

## Geschichte
Das Gemeindegebiet von Savigny war bereits im Neolithikum und während der Römerzeit besiedelt. Erstmals wird der Ort jedoch erst im frühen 15. Jahrhundert urkundlich erwähnt. Der Ortsname geht auf den gallorömischen Personennamen Sabinus zurück und bedeutet Landgut des Sabinus.

### Internierungslager Savigny
Im Weiler Olliet beginnt der Chemin des Espagnols, der zur Lichtung von Plamont führt. Dieser Weg der Spanier erinnert heute an die seit Juli 1940 in der Gemarkung stationierten spanischen Zwangsarbeiter, die in einer Groupe de Travailleurs Étrangers, der GTE Nr. 514, zusammengefasst waren.:S. 3
Die Männer, die im Juli 1940 in Olliet ankamen, waren Spanier, die nach dem Sieg Francos im Spanischen Bürgerkrieg nach Frankreich geflohen und vom Vichy-Regime vor die Wahl gestellt worden waren, entweder in die Fremdenlegion oder in eine GTE einzutreten. Die etwa 200 oder 300 Spanier der GTE 514 wurden vor allem als Waldarbeiter eingesetzt und bauten auch den Weg der Spanier, der vor allem der Holzabfuhr diente.:S. 4 f.
Die Spanier wurden meist in den Scheunen von Olliet untergebracht und bauten sich dann Holzbaracken, die als Schlafräume dienten. Weitere Hütten und ein Lagerhaus entstanden auf der Lichtung von Plamont, die aber nie für Unterkunftszwecke genutzt worden seien. In Olliet gab es zwar Aufseher, aber es existierte kein abgesperrtes Lagerareal; Einheimische und Internierte lebten Seite an Seite.:S. 4 Auch bei der Arbeit im Forst gab es ein Nebeneinander von Holzfällern, die für private Firmen arbeiteten, angeheuerten einheimischen Jugendlichen und den Männern der GTE. Neben dem Holzeinschlag zur Gewinnung von Brennholz war die Köhlerei das wichtigste Arbeitsgebiet.:S. 5 Sie war Ende des 19. Jahrhunderts in der Region eingestellte worden, wurde aber angesichts der allgemeinen Mangelsituation nach der Niederlage gegen die Deutschen 1940 wieder aufgenommen, 

„aber diesmal mit einer anderen Technik, der der "Holzkohleöfen". Insgesamt gab es zwischen 20 und 30 davon, und es waren die Spanier, die damit begannen, sie in Betrieb zu nehmen. Diese recht kleinen Öfen (2 m Durchmesser und 2 m Höhe, die etwa drei Ster Holz fassten) wurden ganz in der Nähe aufgestellt, verstreut im Wald auf kleinen Plattformen, die zu diesem Zweck angelegt worden waren. Diese Öfen verwandelten kleine Stämme und Äste, was zu Recht "Köhlerei" genannt wurde, in Holzkohle. Diese Holzkohle wurde natürlich nicht wie heute zum sonntäglichen "Grillen" verwendet, sondern zum Betrieb der "Gasgeneratoren", der "Holzvergaser", wie man damals sagte. Diese kuriosen Geräte in Form von Metallzylindern, die man in LKWs, Busse und sogar PKWs einbaute. Sie erzeugten aus Holzkohle ein Gas, das mit Luft vermischt die Verbrennungsmotoren antrieb.“

Der Einsatz der Spanier im Wald von Savigny endete im Sommer 1941. Vom September an wurden in den GTE jüdische und nichtjüdische ausländische Arbeiter voneinander getrennt, und die GTE 514 wurde – ebenso wie die eng mit ihr verbundene GTE 974 im benachbarten Ruffieux – zu einer rein jüdischen GTE. Die neuen Internierten, vor allem deutsche, österreichische und polnische Flüchtlinge – darunter auch Max Kahane – kamen aus dem Camp de Gurs nach Savigny. Ende Oktober gehörten 192 Juden der GTE 514 an; jeweils 50 von ihnen belegten die nach White vier oder fünf Baracken, die für das raue Klima nicht geeignet gewesen seien. Die Verpflegung sei unzureichend gewesen, und den Häflingen habe es an Kleidung und Dingen zur Befriedigung ihrer Grundbedürfnisse gefehlt.
Nach Mugnier erledigten die neuen Angehörigen der GTE 514 die „gleichen Aufgaben wie ihre Vorgänger: Fertigstellung des Weges, Holzfällerei, Köhlerei. Und wie die Spanier konnten sie sich außerhalb der Arbeitszeiten relativ frei bewegen. Sie hatten zahlreiche und herzliche Kontakte mit der Dorfbevölkerung.“:S. 6
Die Situation veränderte sich am 3. August 1942 dramatisch. Im Zuge der vom Vichy-Regime organisierten Razzien wurden die Lager in Ruffieux und Savigny Ziele staatlicher Repression. Das Lager in Savigny wurde von französischen Gendarmen umstellt, Busse fuhren vor. 104 Juden wurden aus dem Lager geschafft und von den französischen Behörden an die Deutschen ausgeliefert. Sie kamen zuerst in das Internierungslager Ruffieux und wurden anschließend zusammen mit dortigen Internierten über das Sammellager Drancy nach Auschwitz deportiert. Keiner von ihnen kehrte lebend zurück.:S. 6 f.
White berichtet von Fluchtversuchen im Vorfeld der Razzien. Sechs Internierte aus Savigny konnten in Frankreich untertauchen oder sich in die nahe Schweiz retten. „Mindestens drei weitere sind in die Niederlande geflohen, wo sie erneut verhaftet wurden, einer von ihnen im SS-Polizeilager Mecheln (Malines) in der deutsch besetzten Zone.“

## Sehenswürdigkeiten
Die Dorfkirche von Savigny wurde im 19. Jahrhundert errichtet und besitzt eine Kuppel im sardischen Stil.

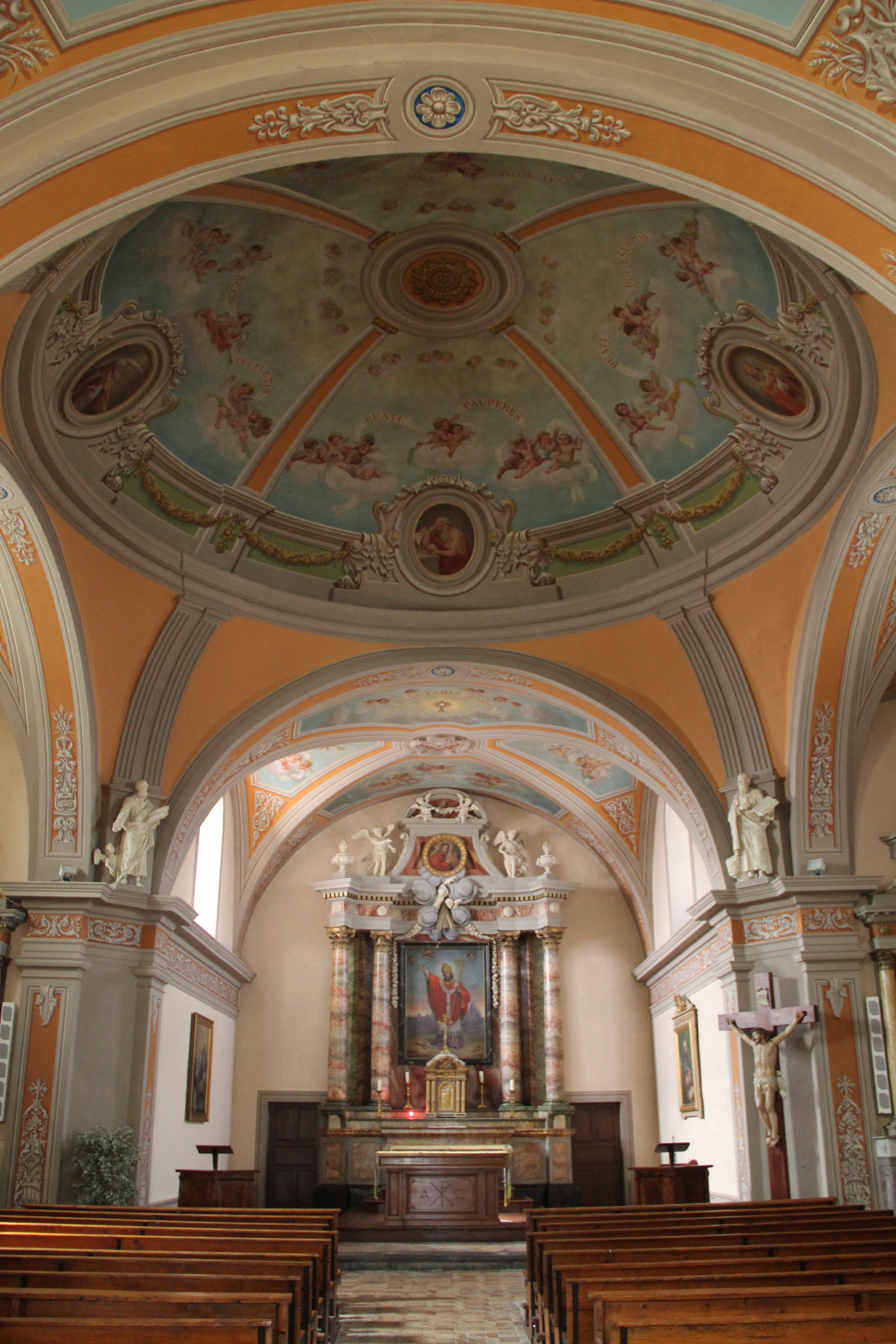
Innensansicht der Dorfkirche von Savigny

## Bevölkerungsentwicklung
| Jahr                       | 1962 | 1968 | 1975 | 1982 | 1990 | 1999 | 2004 |
| Einwohner                  | 343  | 322  | 307  | 338  | 458  | 500  | 633  |
| Quellen: Cassini und INSEE |      |      |      |      |      |      |      |

Mit 1029 Einwohnern (Stand 1. Januar 2022) gehört Savigny zu den kleinen Gemeinden des Département Haute-Savoie. Im Verlauf des 19. und 20. Jahrhunderts nahm die Einwohnerzahl aufgrund starker Abwanderung kontinuierlich ab (1861 wurden in Savigny noch 595 Einwohner gezählt). Seit Beginn der 1980er Jahre wurde jedoch wieder eine deutliche Bevölkerungszunahme verzeichnet.

## Wirtschaft und Infrastruktur
Savigny ist noch heute ein vorwiegend durch die Landwirtschaft geprägtes Dorf. Daneben gibt es einige Betriebe des lokalen Kleingewerbes. Zahlreiche Erwerbstätige sind Wegpendler, die in den größeren Ortschaften der Umgebung sowie im Raum Annecy und Genf-Annemasse ihrer Arbeit nachgehen.
Die Ortschaft liegt abseits der größeren Durchgangsstraßen an einer Departementsstraße, die von Vulbens nach Chaumont führt. Weitere Straßenverbindungen bestehen mit Jonzier-Épagny und Minzier.